# Simfonia núm. 39 (Mozart)
La Simfonia núm. 39 en mi bemoll major K. 543, és una de les darreres simfonies de Wolfgang Amadeus Mozart. Mozart va finalitzar la seva composició el 26 de juny de 1788, en un estiu en el que compondria també les seves dues darreres simfonies: la Simfonia núm. 40 (25 de juliol), i la núm. 41 (10 d'agost).

## Composició i estrena
La Simfonia núm. 39 és la primera d'un conjunt format per les tres darreres simfonies de Mozart, que compongué força ràpidament al llarg de l'estiu de 1788. En la mateixa època, Mozart estava escrivint els seus trios per a piano en les tonalitats de mi i do, la seva Sonata fàcil, i una sonatina per a violins. El biògraf de Mozart, Alfred Einstein, ha suggerit que Mozart va tenir com a model la Simfonia núm. 26 de Michael Haydn, escrita en la mateixa tonalitat:
| «                                                     | Però, quan mires la Simfonia en mi bemoll major [K. 543], és probablement el començament de la simfonia de Michael del 14 d'agost de 1783 –Mozart era llavors a Salzburg i es pot haver familiaritzat amb l'obra– i representà l'estímul per al primer Allegro: Ex. 7 [4 compassos es citen en una reducció per a piano] De manera semblant, també succeeix entre l'Adagio affettuoso de la simfonia de Haydn i l'Andante de la de Mozart." | » |
| — Alfred Einstein, Mozart: Sein Charakter, sein Werk. | |   |

Com també passa amb la Simfonia núm. 40 i la núm. 41, no existeix cap prova documental sòlida que confirmi que la Simfonia núm. 39 es va estrenar en vida de Mozart. Tanmateix, com assenyala Zaslaw (1983), les proves circumstancials semblen indicar que podria ser que sí. El 1791, a Viena, va haver-hi un concert amb música de Mozart, i l'orquestra incloïa els germans clarinetistes Johann i Anton Stadler i, com Zaslaw assenyala, aquesta distribució limita les possibilitats només a la Simfonia núm. 39 i a la núm. 41.

## Instrumentació i estructura
La simfonia està instrumentada per a flauta, clarinets, fagots, trompes i trompetes, timbales i corda.
Està estructurada en quatre moviments:
1. Adagio - Allegro
2. Andante con moto
3. Menuetto: Trio
4. Allegro

El primer moviment comença amb una introducció majestuosa (Adagio) amb unes fanfàrries a càrrec de la secció del metall. A continuació ve un Allegro en forma sonata, amb alguns contrastos molt marcats d'intensitat, molt dins l'estil galant que forma part de les seves primeres simfonies. La independència de la secció de vent, la gran interacció de les parts en general, i el fet que el segon tema en aquelles simfonies primerenques era, parafrasejant Alfred Einstein, "sempre completament trivial" –que no és el cas de la núm. 39–, es combina amb el segon grup que conté uns quants temes, incloent-hi un "tema que camina", especialment adient. Aquests són només alguns dels punts que distingeixen aquest moviment d'aquells obres de joventut, amb les que té més diferències que similituds.
El moviment lent, en la forma sonata abreujada, és a dir, sense la secció del desenvolupament, comença silenciosament a la secció de corda i s'expandeix a la resta de l'orquestra. Caracteritza aquest moviment el material principal i les transicions bastant agitades i enèrgiques. La comparació amb la cinquena simfonia de Franz Schubert suggereix que podria haver tingut aquesta simfonia de Mozart com a referent.
El minuet i el trio són molt interessants. El trio és una dansa folklòrica austríaca anomenada "landler" i presenta un solo de clarinet. El Menuetto és enèrgic és incitat pel caràcter del trio amb el segon clarinet que toca arpegis en el seu registre greu, el de chalumeau.
El moviment final també segueix la forma sonata; el tema principal del qual, com en el darrer Quintet de corda en re, és bàsicament una escala, ascendent i descendent. La secció del desenvolupament és dramàtica; no hi ha cap coda, però en la part final de la recapitulació, tant l'exposició com el desenvolupament són repetitius.